# FontForge
FontForge – program służący do tworzenia fontów. Umożliwia tworzenie i edycję fontów w formatach: Type1, TrueType, OpenType, CID-Keyed, Multiple-Master, cff, SFD (natywny format), fontów bitmapowych (bdf, fon). Można go również skonfigurować z obsługą formatów SVG i Type 3. Ponadto możliwa jest konwersja między tymi formatami. FontForge obsługuje kilka rodzajów fontów dla systemu Macintosh. Interfejs programu jest przetłumaczony na następujące języki: angielski, chiński, francuski, grecki, hiszpański, japoński, niemiecki, polski, rosyjski, ukraiński, wietnamski i włoski. FontForge jest dostępny w systemach Linux, Solaris, Macintosh oraz Windows za pomocą pakietu Cygwin.